# Teddy Thomas
Teddy Thomas (Biarritz, 18 settembre 1993) è un rugbista a 15 francese, che gioca nel ruolo di tre quarti ala nel Racing 92 in Top14.

## Biografia
Proveniente da una famiglia di origine maliana, Thomas si formò nelle giovanili del Biarritz, squadra della sua città natale. Fece il suo esordio professionistico subentrando dalla panchina nell'incontro con Tolone valido per il Top14 2013-2014. La stagione successiva si impose come titolare nel XV basco, che, però, retrocesse in Pro D2. La retrocessione lo portò ad abbandonare il club formatore per impegnarsi con il Racing 92 per la stagione successiva. Dopo un'ottima prima annata con il club parigino, nella seconda vinse il campionato francese, ma giocò solamente due incontri a causa di numerosi infortuni. Nella stagione 2017-2018 disputò da titolare la finale di Champions Cup persa contro il Leinster. Due anni più tardi il Racing 92 fu di nuovo sconfitto nella finale della massima competizione europea, questa volta dall'Exeter; Thomas non prese parte all'incontro, ma ebbe la soddisfazione di risultare il miglior marcatore di mete della competizione con sei segnature.
A livello internazionale, Thomas iniziò nel rugby a 7; con la nazionale francese prese, infatti, parte alle tappe in Scozia e a Londra delle IRB Sevens World Series 2011-2012. Nel 2013 partecipò al Sei Nazioni di categoria ed al mondiale giovanile con la selezione francese under-20. L'anno seguente fu chiamato da Philippe Saint-André, ct della Francia, per disputare i test match autunnali. Al suo esordio marcò tre mete contro Figi, segnando anche la settimana successiva contro l'Australia. Nonostante tali prestazioni, fu escluso dai convocati per la terza ed ultima partita contro l'Argentina per problemi comportamentali.
Dopo aver partecipato alla vittoria con la Scozia nella prima giornata del Sei Nazioni 2015, subì un infortunio nel primo tempo della sfida seguente contro l'Irlanda che lo costrinse ad abbandonare tutto il prosieguo del torneo. Ritornò in nazionale un anno dopo sotto la nuova guida tecnica di Guy Novès che lo schierò contro l'Irlanda nella seconda giornata del Sei Nazioni 2016; nel corso della partita fu nuovamente vittima di un infortunio che anche questa volta mise fine alla sua partecipazione alla competizione. Dopo più di un anno di assenza, rientrò nei Bleus in occasione dei test-matches del novembre 2017 che giocò tutti e tre dal primo minuto segnando una meta contro la Nuova Zelanda. Il nuovo allenatore della nazionale francese Jacques Brunel lo incluse nella squadra per il Sei Nazioni 2018; dopo aver segnato tre mete nelle prime due giornate, fu escluso, insieme ad altri otto compagni, dal torneo a causa di una notte brava ad Edimburgo. Nel prosieguo della stagione fu presente in tutti gli incontri della tournée estiva e della sessione di amichevoli novembrina. Dopo essere stato assente per tutto il 2019, ritornò in nazionale per il Sei Nazioni 2020 sotto la nuova gestione di Fabien Galthié che lo schierò titolare nelle prime tre giornate, nelle quali segnò anche una meta. A fine anno partecipò ai primi due incontri dell'Autumn Nations Cup.

## Palmarès
- Campionati francesi: 1
Racing Métro 92: 2015-16
- Champions Cup: 1
La Rochelle: 2022-23